# 607 (číslo)
Šest set sedm je přirozené číslo. Následuje po čísle šest set šest a předchází číslu šest set osm. Římskými číslicemi se zapisuje DCVII a řeckými číslicemi χζ.

## Matematika
607 je:
- Mersennovo prvočíslo
- Deficientní číslo
- Prvočíslo
- Nešťastné číslo

## Astronomie
- (607) Jenny je planetka hlavního pásu, kterou objevil v roce 1906 August Kopff

## Doprava
- Silnice II/607 – silnice II.třídy v Česku vedoucí z Bitozevsi do Spořic

## Roky
- 607
- 607 př. n. l.